# قطعنامه ۱۶۴۹ شورای امنیت
قطعنامه ۱۶۴۹ شورای امنیت سازمان ملل متحد که در تاریخ ۲۱ دسامبر ۲۰۰۵ تصویب شد، سندی بین‌المللی دربارهٔ اوضاع در مورد جمهوری دموکراتیک کنگو است. این قطعنامه طی نشست ۵۳۴۰ام با ۱۵ رای موافق، ۰ مخالف و ۰ ممتنع تصویب شد.